# Reginald de Braose

Wappen von Giles und Reginald de Braose

Reginald de Braose (* 1178; † 9. Juni 1228), 6. Lord of Bramber, war ein cambro-normannischer Adliger.

## Herkunft
Reginald entstammte der alten cambro-normannischen Familie Braose und war der drittälteste Sohn von William de Braose, 4. Lord of Bramber und dessen Frau Maud de St Valery. Sein Vater hatte 1208/09 bei einer Rebellion gegen König Johann Ohneland seine Besitzungen verloren und war 1211 im Exil in Frankreich gestorben, sein ältester Bruder William war 1210 als Gefangener des Königs im Kerker gestorben.

## Kampf gegen König Johann
Reginald flüchtete 1208 zusammen mit seinen Eltern nach Irland. Ab Mai 1215 kämpfte er zusammen mit seinem älteren Bruder Giles de Braose, Bischof von Hereford in Wales gegen den König. Unterstützt wurde er dabei durch den walisischen Fürsten Llywelyn ab Iorwerth, dessen Tochter Gwladus Ddu Reginald im selben Jahr in zweiter Ehe heiratete. Mit Unterstützung der Waliser konnte Reginald mehrere Burgen, darunter Abergavenny, White Castle und Skenfrith erobern. Sein Schwiegervater gab ihm das 1215 eroberte Gower und andere rückeroberte Besitzungen seines Vaters als Lehen. Weder Reginald noch sein Bruder Giles gehörten als Rebellen zu den Unterzeichnern der Magna Carta, da sie sich noch nicht mit dem König auf eine Rückgabe der konfiszierten Güter ihres Vaters geeinigt hatten. Giles schloss noch im Oktober 1215 eine Übereinkunft mit dem König, starb aber kurz darauf. Reginald übernahm die von ihm eroberten Burgen, darunter Brecon, Hay und Builth Castle. Der König unternahm 1216 einen Feldzug gegen die walisische Grenze, wobei er die Burgen von Hay und Radnor niederbrannte. Im Mai 1216 bestätigte Johann schließlich Reginalds Ansprüche auf Brecon, Abergavenny, Radnor und Builth, jedoch musste er auf seinen Anteil an Barnstaple verzichten.

## Konflikt mit seinem walisischen Schwiegervater
Reginalds Herrschaft über seine Besitzungen war allerdings stark von seinem walisischen Schwiegervater Llywelyn abhängig, dennoch schloss er nach dem Tod Johanns auf Vermittlung William Marshals am 23. Juni 1217 einen Ausgleich mit dem neuen König Heinrich III., der ihm seine Besitzungen als englische Lehen bestätigte und ihm außerdem auch das Rape of Bramber in Sussex zurückgab. Diese Übereinkunft sah Llywelyn als Verrat an. Die Söhne von Reginalds Schwester Maud, Rhys und Owain, Lords von Deheubarth besetzten Builth, konnten jedoch die Burg nicht erobern. Llewelyn selbst belagerte Brecon. Reginald ergab sich schließlich in Swansea und verzichtete auf Gower, wo Swansea Castle von den Walisern erobert und zerstört worden war. Zudem machte jetzt auch sein Neffe John de Braose, der älteste Sohn seines Bruders William, Erbansprüche auf die Besitzungen der Braose geltend. John verbündete sich mit Reginalds Schwiegervater, der ihm schließlich 1220 Gower übergab. 1221 kam es erneut zu Kämpfen zwischen Llewelyn und Reginald. Llewelyn belagerte erneut Builth, jedoch wurde die Belagerung durch die Ankunft eines königlichen Heeres aufgehoben. Llewelyn unterstützte daraufhin die Ansprüche von Reginalds Neffen John auf die Ländereien der Braose, dem Reginald schließlich 1226 Bramber abtrat.
1225 gehörte Reginald zu den Zeugen der Anerkennung der Magna Carta durch Heinrich III. Reginald starb im Juni 1228, er wurde vermutlich in der Stiftskirche St John’s in Brecon beigesetzt.

## Familie und Nachkommen
In erster Ehe hatte Reginald Grace Brewer, einer Tochter von William Brewer und Beatrix de Vaux geheiratet. Aus dieser Ehe hatte er einen Sohn, William de Braose, der sein Erbe war, sowie eine Tochter Matilda, die mit Rhys Mechyll, dem ältesten Sohn von Rhys Gryg von Deheubarth verheiratet war. Seine zweite Ehe mit Gwladus Ddu blieb kinderlos. Gwladus Ddu heiratete nach seinem Tod Ralph de Mortimer of Wigmore, mit dem sie noch vier Kinder hatte.